# Mabillon (metropolitana di Parigi)
Mabillon è una stazione della linea 10 della metropolitana di Parigi.

## La stazione
Questa stazione, aperta nel 1925, è dedicata al benedettino Jean Mabillon (1632-1707), monaco maurista (Abbazia di Saint-Maur), scrittore e intellettuale, editore di testi religiosi.

## Interscambi
- Bus RATP: 63, 70, 86, 87, 96
- Noctilien: N12, N13